# 呂晨曦
呂晨曦（英語：Angel Lui Sun Hei，1993年1月28日—），本名呂善婷，香港女演員及商人，曾為無綫電視基本藝人合約藝員。

## 簡歷
呂晨曦父親呂良國曾是亞洲電視藝人，自小因父母離異，便與胞姊跟伯父呂良偉一起在西貢居住和長大，並由他供書教學，曾就讀九龍塘官立小學、香港培道中學及當代書院。2011年7月，《壹週刊》為了製造娛眾新聞而誣衊她及胞姊是其伯父的女兒，及後伯娘楊小娟召開記者會出示兩姊妹的出世紙作證，《壹週刊》才刊登全版道歉啟事承認錯誤；她小時候曾擔任幕後助手，跟隨呂良偉拍攝電影，2013年曾被謠傳獲無綫電視招攬參加《香港小姐競選》。
2016年6月，呂晨曦參加 ViuTV 選美真人秀《美選D.n.A》，且晉身廿強，但在十二強止步，隨後正式加入演藝圈；直至2018年選擇投考無綫電視短期藝員訓練班，翌年成為旗下基本藝人合約藝員，同時亦是網上寵物食品店老闆。2021年1月，她將本名「呂善婷」改成現時藝名，並於同年2月選擇離開無綫電視，跟隨伯父往中國大陸發展。

## 演出作品

### 電視劇
| 首播          | 劇名                           | 角色                           |
| 無綫電視      |                                |                                |
| 2019 - 2020年 | 愛·回家之開心速遞              | 莊靜文（第542集）              |
| 2019 - 2020年 | 愛·回家之開心速遞              | 年輕女子（第592集）            |
| 2019 - 2020年 | 愛·回家之開心速遞              | 香港島大學新生（第648、649集） |
| 2019 - 2020年 | 愛·回家之開心速遞              | 無 雙（第699集起）             |
| 2019 - 2020年 | 愛·回家之開心速遞              | 妃 子（第746、823集）          |
| 2020年        | 黃金有罪                       | 波地少女（第6集）              |
| 2020年        | 那些我愛過的人                 | 女食客（第6集）                |
| 2020年        | 反黑路人甲                     | 店 員（第14集）                |
| 2020年        | 使徒行者3                      | 海 膽（第8－10集）             |
| 2020年        | 踩過界II                       | 郭琳同學（第1、3集）           |
| 2020年        | 愛美麗狂想曲（myTV Gold 首播） | 佳 麗（第1集）                 |
| 2020年        | 愛美麗狂想曲（myTV Gold 首播） | 太子女（第5集）                |
| 2020年        | 大步走（myTV Gold 首播）       | 護 士（第23集）                |
| 2021年        | 伙記辦大事                     | 書 記（第7集）                 |
| 2021年        | 逆天奇案                       | 軍裝警員                       |
| 2021年        | 寶寶大過天                     | 老 師（第1、3集）              |
| 2021年        | 刑偵日記                       | 酒吧客人（第1集）              |
| 2021年        | 七公主                         | 陪審團（第24 - 26集）          |
| 2022年        | 超能使者                       | 女 模（第11集）                |

### 電視節目
| 首播        | 節目名   | 備註                                |
| 無綫電視    |          |                                     |
| 2019-2021年 | 流行都市 | 8月16日起、固定演出（化妝環節示範） |

### 電影
| 首映   | 電影名             | 角色   |
| 未上映 | 極速狂飆之彎道之王 |        |
| 微電影 |                    |        |
| 2016年 |                    | 文勝嘉 |
| 2016年 | 桃房               | 警 員  |

## 外部連結
- Angel Lui的Facebook專頁
- 呂善婷 - Angel Lui的Facebook專頁
- 呂晨曦的Instagram帳戶
- 天使之日記..[]